# ملعب جاكرتا الدولي
ملعب جاكرتا الدولي هُو ملعب كرة قدم قيد الإنشاء في مُقاطعة تانجونج بريوك في جاكرتا عاصمة إندونيسيا . بمجرد اكتماله، سيحتضن الملعب مُباريات نادي برسيجا جاكارتا وسيُستخدم في الغالب لمباريات كرة القدم. الملعب سيتوفر على سقف قابل للطي، وسيكون قادرًا على استضافة 82 ألف متفرج. تأخر بناء الملعب بسبب نزاع على الأرض، سببُه دعوى جماعية رفعها مُستوطنون عشوائيون كانت السلطات قد هدمت منازلهم لإفساح المجال لبناء الملعب. بدأ بناء الملعب في أواخر عام 2019.
من المتوقع افتتاح الملعب في أواخر عام 2021، وسيكون نادي بيرسيجا جاكرتا المُسخدم الرئيسي للملعب، ليحُل محل ملعب جيلورا بونج كارنو الملعب الذي يستضيف مُباريات النادي حاليا.